# 'ramp
 'ramp, RAMP, ['ramp] of RPM is een Duitse muziekgroep. De muziekgroep kwam tot stand in de beginjaren 90. Ze speelde in die tijd elektronische muziek terug te voeren op de Berlijnse School voor Elektronische Muziek. Langzamerhand verschoof de muziek in de richting van de ambient en dan de donkere variant daarvan, doombient c.q. industrial ambient.
Muziekalbums volgden elkaar onregelmatig op. Na verloop van tijd kregen twee van de grondleggers, Stephen Parsick en Frank Makowski, muzikale meningsverschillen, die uiteindelijk uitliepen op een rechtszaak. Stephen Parsick kreeg de bandnaam toegewezen en dat resulteerde uiteindelijk in het album debris. De naam van de band is terug te voeren op een van de eerste letters van de achternamen (RPM), een synthesizerterm (ramp generator), maar ook op het Nederlandse woord ramp. Het werd oorspronkelijk opgericht als RPM (5); de fonetische spelling was om een Engelse uitspraak te voorkomen.

## Leden
- Frank Makowski, later ook solo
- Stephen Parsick, maakte ook soloalbums
- Lambert Ringlage, idem onder de naam Lambert.

## Discografie
- 1998: nodular
- 2000: frozen radios
- 2002: doombient.one
- 2006: oughtibridge
- 2007: doombient.two
- 2007: looking back in anger
- 2007: ceasing to exist (met Markus Reuter)
- 2008: Doombient.three
- 2009: debris
- 2011: steal and steam
- 2011: return
- 2012: astral disaster
- 2017: synchronize or die
- 2018: no sleep 'til wilmersdorf
- 2022: happy days are here to stay
- 2023: arp-en-ciel
- 2024: havoc

Compilatie: Looking Back In Anger - A Decade of Misfits (1996-2006)